# Армориканская возвышенность
Арморика́нская возвы́шенность (Арморика́нские го́ры; фр. Massif armoricain) — возвышенность на северо-западе Франции, на полуостровах Бретань и Котантен.
Армориканская возвышенность представляет собой слабо всхолмлённую равнину с отдельными интенсивно расчленёнными гранитными и песчаниковыми кряжами (горы Арре, Форе-д'Экув) высотой до 417 м. Только здесь встречается горная порода керсантит. Реки полноводные, с чередованием широких и узких (при пересечении кряжей) участков долин. Растительность представлена верещатниками, торфяниками и лугами. Характерен ландшафт бокаж — поля, обсаженные живыми изгородями, кустарниками и лесными полосами.